# Schnepfenralle
Die Schnepfenralle (Capellirallus karamu) ist eine ausgestorbene, flugunfähige Rallenart, die auf der Nordinsel Neuseelands endemisch war. Das Artepitheton leitet sich von der ungefähr 21 km von Hamilton entfernt gelegenen Karamu Cave ab, wo 1954 das Typusmaterial entdeckt wurde.

## Merkmale
Die Schnepfenralle war eine relativ kleine Ralle, die im Vergleich zu ihrer Körpergröße einen sehr langen Schnabel von 7 Zentimeter Länge aufwies. Ihr Gewicht betrug ungefähr 240 Gramm. Das Typusmaterial besteht aus einem unvollständigen Skelett, Wirbelknochen und dem Becken. Inzwischen wurden jedoch an verschiedenen Stellen der Nordinsel vollständige Skelette mit hunderten von Knochen gefunden. Die Schnepfenralle nimmt eine besondere Stellung innerhalb der neuseeländischen Rallenarten ein. Ihre evolutionären Beziehungen zu anderen Rallenarten sind unklar, aber die Beschaffenheit der Knochen lässt vermuten, dass sie nahe mit der ebenfalls ausgestorbenen Chathamralle (Gallirallus modestus) verwandt war. Gemessen an ihrer Größe hatte die Schnepfenralle die kleinsten Flügel von allen bekannten Rallenarten. Auch hatte sie eine verhältnismäßig großen Tarsometatarsus.

## Lebensraum und Lebensweise
Die meisten Knochenfunde stammen aus den westlichen Regionen der Nordinsel, wo feuchte, geschlossene Regenwälder vorherrschten. Der lange Schnabel lässt vermuten, dass sie ähnlich wie die Kiwis den Boden mit ihrem Schnabel nach Nahrung absuchen konnten.

## Aussterben
Durch ihre Flugunfähigkeit war die Schnepfenralle eine leichte Beute für die Pazifische Ratte, die ab dem 13. Jahrhundert in Neuseeland eingeschleppt wurde.